# Nyasaland African Congress

Le Nyasaland African Congress (NAC) est une organisation, devenue un parti politique, du Nyassaland, durant la période coloniale. Le NAC est dissout en 1959 mais le Malawi Congress Party lui succède en 1960 ; ce dernier remporte les premières élections au suffrage universel en 1961 et conduit le pays à l'indépendance, sous le nom de Malawi, en 1964.

## Origines
La North Nyasa Native Association, créée en 1912, est la première de plusieurs associations d'« autochtones éduqués ». Levi Zililo Mumba en est le premier secrétaire, ; il est l'inspirateur de plusieurs autres associations similaires, créées dans les années 1920 et au début des années 1930.
Le Nyasaland African Congress est instauré en 1943 par les dirigeants des associations en question ; Levi Mumba et James Frederick Sangala, de Blantyre, en sont les piliers. Le NAC est la première organisation à œuvrer à l'échelle nationale.
D'abord nommé Nyasaland Educated African Council, le conseil change son nom en Nyasaland African Congress (NAC), à la demande de Sangala, qui considère que le mouvement ne doit pas être limité à l'élite éduquée.
Le NAC devait être une « organisation chapeau » chargée de coordonner les associations d'autochtones et les autres organisations locales dans le protectorat du Nyassaland. Chacun des membres de l'organisation avait à sa tête un conseil exécutif. Le mouvement est, cependant, faible. Lorsqu'un comité spécial recommande d'accepter la proposition d'Hastings Banda, selon laquelle le NAC devrait avoir un secrétaire payé à plein temps, la proposition est rejetée à une majorité écrasante, peut-être en raison de la suspicion quant aux motivations de Banda.
Au congrès inaugural tenu à Blantyre en octobre 1944, Levi Mumba est élu président-général et James Sangala, absent, est élu au comité central. Comme la plupart des membres du congrès, Levi Mumba vient d'une famille respectable et a été éduqué par les missionnaires. Les dirigeants sont des pasteurs et des professeurs venant des associations antérieures, mais il y a aussi des fonctionnaires et des hommes d'affaires. Peu après son élection, Levi Mumba meurt, en janvier 1945. Charles Matinga lui succède mais le mouvement perd de son élan.

## De la coopération à la confrontation
En 1950, le NAC se relance. Une importante rencontre se tient en août 1950, à Mzimba ; James Chinyama (en) est élu président et James Sangala vice-président. Jusqu'au début des années 1950, James Sangala et les autres dirigeants militent pour que le Nyassaland évolue vers l'autonomie tout en restant sous l'autorité du British Colonial Office. Cependant, en 1953, le Colonial Office institue la Fédération de Rhodésie et du Nyassaland dans laquelle les Européens veulent conserver une place dominante, abandonnant le principe antérieur de coopération entre peuples. Les dirigeants du NAC considèrent cela comme une trahison.
En janvier 1954, James Sangala est élu président du NAC. Quoique continuant à prôner la désobéissance civile, il accepte la décision de deux des membres du NAC de se présenter aux élections pour les sièges réservés aux ressortissants du Nyassaland au parlement fédéral de la nouvelle entité. Cette position ambiguë est rejetée par des membres du parti opposés à la participation au gouvernement. Quelques-uns démissionnent ou sont exclus. D'autres, restés à l'intérieur du parti, tentent un « coup d'État » à la fin de l'année 1955, appelant à la démission des deux députés et demandant que le NAC milite pour une sécession immédiate de la fédération et pour l'autonomie. Les initiateurs du « coup » sont forcés de démissionner, mais ils restent politiquement influents.
Thamar Dillon Thomas Banda (en) est élu secrétaire-général du NAC le 30 mars 1956. James Sangala et T.D.T. Banda sont arrêtés par les autorités coloniales et jugés pour sédition en mai 1956. James Sangala n'est pas un orateur accompli, à l'inverse de T.D.T. Banda. En janvier 1957, les militants persuadent Sangala le vétéran de se retirer pour laisser la place au plus jeune T.D.T. Banda. En septembre-octobre 1957, les dirigeants du NAC rencontrent des représentants du gouvernement pour évoquer des changements constitutionnels. Peu de temps après, le gouvernement retire au NAC son statut de représentant officiel de la population africaine.
T.D.T. Banda assiste aux célébrations de l'indépendance du Ghana (ancienne Côte de l'Or) en mars 1957 ; il y rencontre Hastings Banda (qui n'est pas de sa famille) et demande à ce dernier de revenir au Nyassaland pour diriger le mouvement nationaliste.
T.D.T. Banda échoue à satisfaire tant les radicaux que la vieille garde de son parti. Il est obligé de démissionner, accusé de détournement de fonds, et Hastings Banda est élu président du NAC à sa place,.

## Dissolution et conséquences
Hastings Banda commence une tournée à l'occasion de laquelle ses discours sèment le trouble. En février 1959, la situation est devenue si sérieuse que les troupes rhodésiennes sont appelées à la rescousse pour maintenir l'ordre, un état d'urgence est décrété et le NAC est interdit. Le 3 mars, Banda et des centaines d'autres Africains sont arrêtés dans le cadre de l'« Opération Sunrise »[réf. nécessaire].
Le Malawi Congress Party (MCP), dirigé depuis sa prison par Hastings Banda, succède au NAC. Les Britanniques commencent à accepter l'idée que l'indépendance est inévitable. Hastings Banda est libéré en 1960 et peut préparer les élections. En 1961, le Malawi Congress Party emporte largement les premières élections au suffrage universel et, en 1963, le pays gagne son indépendance sous le nom de Malawi.

## Dirigeants
| Début de mandat | Fin de mandat | Président-général               |
| --------------- | ------------- | ------------------------------- |
| octobre 1944    | janvier 1945  | Levi Zililo Mumba               |
| janvier 1945    | janvier 1950  | Charles Matinga (en)            |
| août 1950       | 1954          | James Chinyama (en)             |
| 1954            | janvier 1957  | James Frederick Sangala         |
| janvier 1957    | juillet 1958  | Thamar Dillon Thomas Banda (en) |
| août 1958       | 1959          | Hastings Banda                  |